# Лендюк Юстина Володимирівна
Юсти́на Володи́мирівна Лендю́к (13 квітня 1950, село Саджівка, тепер Гусятинського району Тернопільської області — 9 квітня 1987, село Саджівка Гусятинського району Тернопільської області) — передовик сільського господарства Української РСР, ланкова колгоспу імені Мічуріна (пізніше — імені 60-річчя Радянської України) Гусятинського району Тернопільської області. Герой Соціалістичної Праці (8.12.1973). Депутат Верховної Ради СРСР 9—11-го скликань. Обиралася членом ЦК ВЛКСМ (у 1974—1982 роках).

## Біографія
Народилася в селянській родині. Закінчила восьмирічну школу. Трудову діяльність розпочала в 1966 році колгоспницею колгоспу імені Мічуріна села Саджівки.
У 1966—1985 роках — ланкова колгоспу імені Мічуріна (потім — імені 60-річчя Радянської України) села Саджівки Гусятинського району Тернопільської області. Професійною наставницею та колегою Ю. В. Лендюк була двічі Герой Соціалістичної Праці Долинюк Євгенія Олексіївна. Без відриву від виробництва закінчила заочно середню школу.
8 грудня 1973 року Указом Президії Верховної Ради СРСР Юстину Володимирівну Лендюк за великі успіхи у вирощуванні цукрових буряків, зернових та інших продуктів землеробства нагороджено званням Героя Соціалістичної Праці з врученням ордена Леніна і золотої медалі «Серп і молот».
Член КПРС з 1975 року.
Здобула вищу освіту, закінчивши у 1984 році заочно Кам'янець-Подільський сільськогосподарський інститут Хмельницької області за спеціальністю агрономія.
У 1985 — 9 квітня 1987 року — голова колгоспу імені 60-річчя Радянської України села Саджівки Гусятинського району Тернопільської області.
Завдячуючи її допомозі, Гусятинська районна бібліотека отримала комплект спеціалізованих меблів та освітлювального обладнання.
Одна з вулиць села Саджівка названа іменем Ю. В. Лендюк. 1977 року на студії «Укркінохроніка», режисером Ткаченко Ю. А. була знята документальна кінострічка про Юстину Володимирівну.

## Нагороди
- Герой Соціалістичної Праці (8.12.1973)
- орден Леніна (8.12.1973)
- орден Трудового Червоного Прапора (15.12.1972)
- срібна медаль Всесоюзної сільськогосподарської виставки (1971)
- Державна премія Української РСР (1975)
- медалі